# Люцерна (Вольнянский район)
Люцерна (укр. Люцерна) — село,
Люцернянский сельский совет,
Вольнянский район,
Запорожская область,
Украина.
Код КОАТУУ — 2321582701. Население по переписи 2001 года составляло 1170 человек.
Является административным центром Люцернянского сельского совета, в который, кроме того, входят сёла
Богатыревка,
Вольногрушевское и
Вольноулановское.

## Географическое положение
Село Люцерна находится в балке Средняя, на расстоянии в 2,5 км от села Богатыревка и в 3-х км от села Михайловка и окраин города Запорожье.
По селу протекает пересыхающий ручей с запрудой.
Через село проходит автомобильная дорога М-18 (E 105).

## История
- 1918 год — дата основания.

## Экономика
- Запорожэлектромашоптторг, ОАО.
- ОАО «Дружба».

## Объекты социальной сферы
- Школа.
- Дом культуры.

## Экология
- В балке Средней в 1,5 км от села находятся металлургические отвалы («Запорожсталь» и «Днепроспецсталь»).